# Pericardiocentesi
La pericardiocentesi (PCC) és un procediment mèdic on s'aspira líquid des del pericardi (el sac que envolta el cor)

## Usos

### Tamponament cardíac
La pericardiocentesi es pot utilitzar per diagnosticar i tractar el tamponament cardíac. El tamponament cardíac és una emergència mèdica en què l'acumulació excessiva de líquid dins del pericardi (embassament pericardíac) crea una pressió augmentada. Això evita que el cor s'ompli normalment de sang. Això pot reduir de manera crítica la quantitat de sang que es bomba des del cor, que pot ser letal. L'eliminació de l'excés de líquid reverteix aquest perillós procés i sovint és el primer tractament per a un tamponament cardíac a causa de la seva velocitat.

### Anàlisi del fluid pericardíac
També es pot utilitzar per analitzar el fluid que envolta el cor.] El fluid es pot analitzar per diferenciar diverses condicions, incloses:
- infecció
- propagació del càncer
- malalties autoimmunitàries, com el lupus i l'artritis reumatoide

### Pericarditis amb embassament
La pericardiocentesi pot alleujar els símptomes de la pericarditis quan hi ha una quantitat normal de líquid pericardíac, que provoca una compressió del cor. L'eliminació d'alguns d'aquest líquid redueix la pressió sobre el cor.